# Dobsonia anderseni
Dobsonia anderseni — вид рукокрилих, родини Криланових. Названо на честь данського зоолога Кнуда Крістіана Андерсена.

## Середовище проживання
Країни поширення: Папуа Нова Гвінея — Архіпелаг Бісмарка і Острови Адміралтейства. Висотне поширення: від рівня моря до 1500 м над рівнем моря.

## Стиль життя
Цей вид живе в колоніях, які знаходять притулок в дуплах дерев, печерах і штучних тунелях. Знайдений в багатьох місцях проживання, в тому числі середовищах, де домінує людина. Самиці народжують одне дитинча.

## Загрози та охорона
Вид уразливих до порушень печер і надмірного полювання. Може бути присутнім в деяких охоронних територіях.